# Alcithoe davegibbsi
Alcithoe davegibbsi är en snäckart som beskrevs av Hart 1999. Alcithoe davegibbsi ingår i släktet Alcithoe och familjen Volutidae. Inga underarter finns listade i Catalogue of Life.